# Dolina Małej Łąki

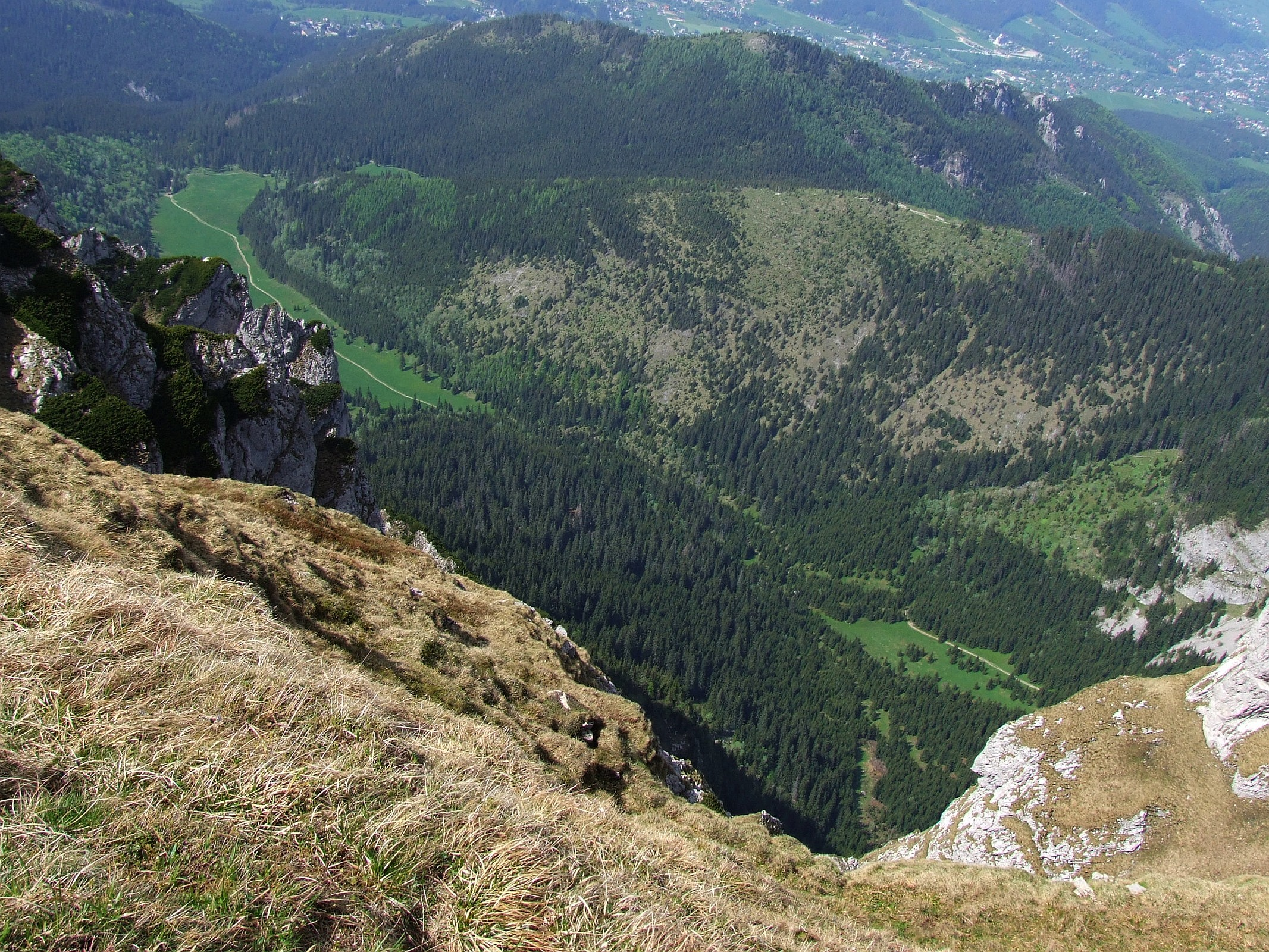
Dolina Małej Łąki, Grzybowiec i Łysanki

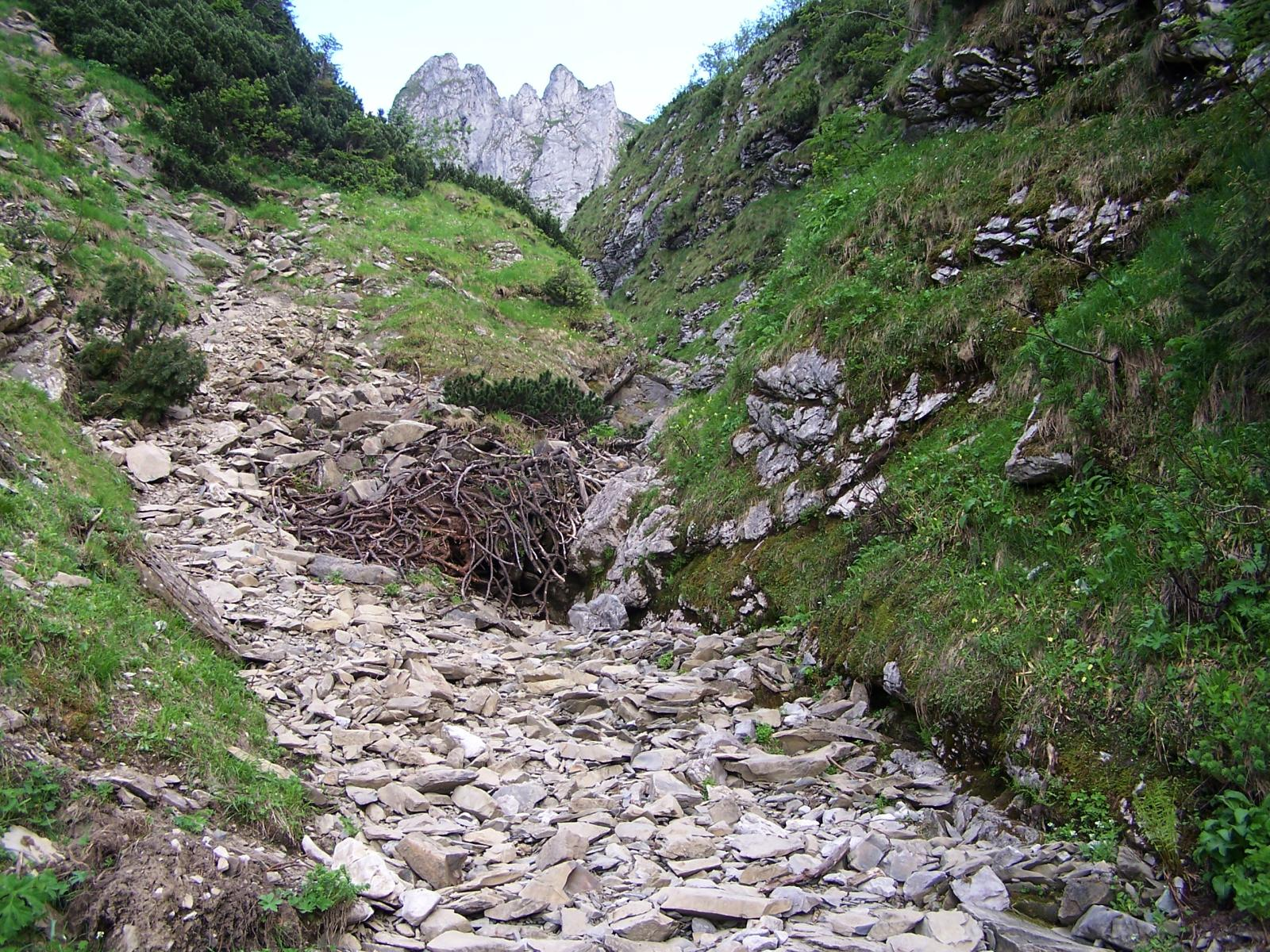
Głazisty Żleb w górnej części doliny. U góry Mnichowe Turnie

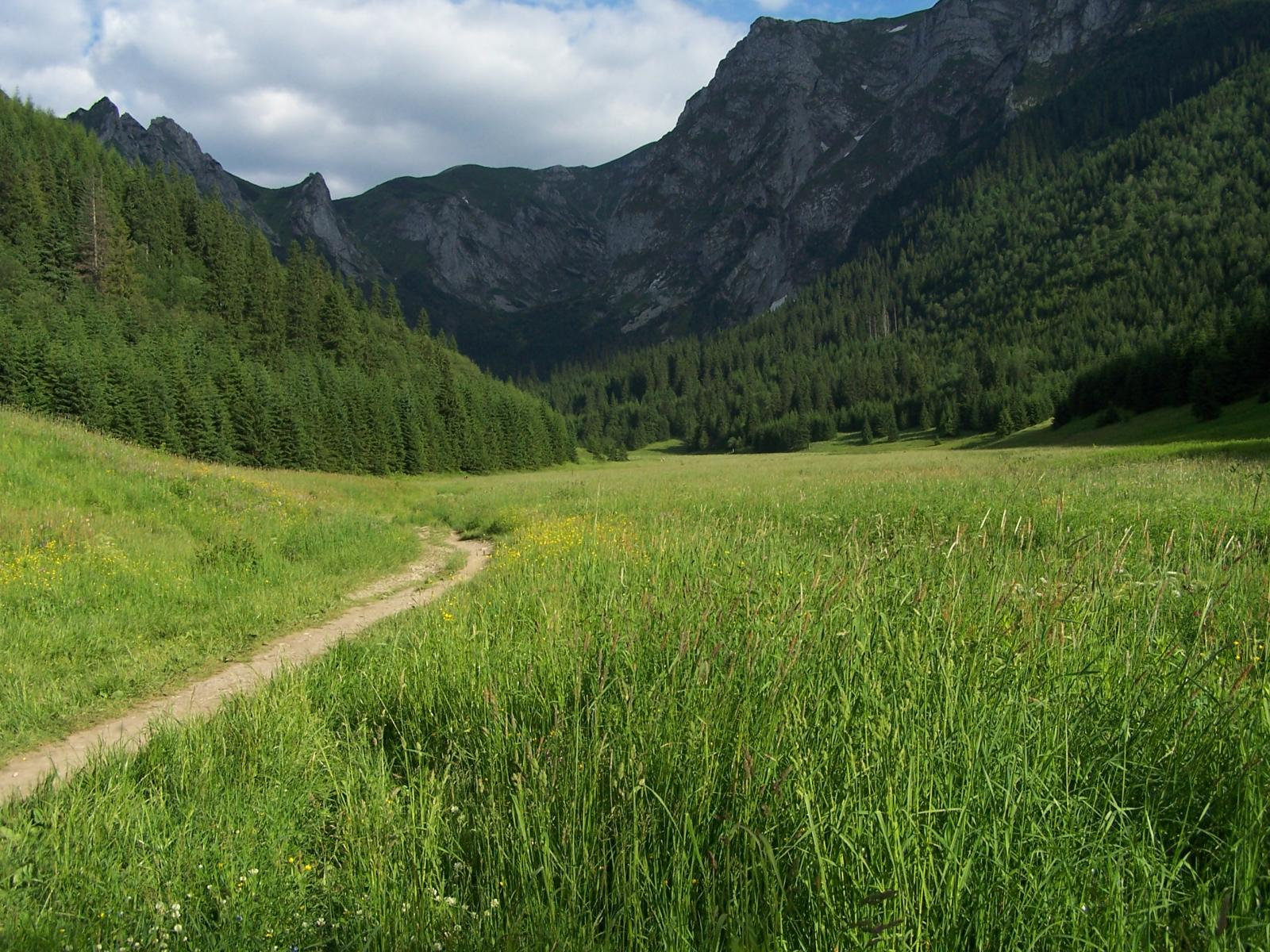
Dolina Małej Łąki

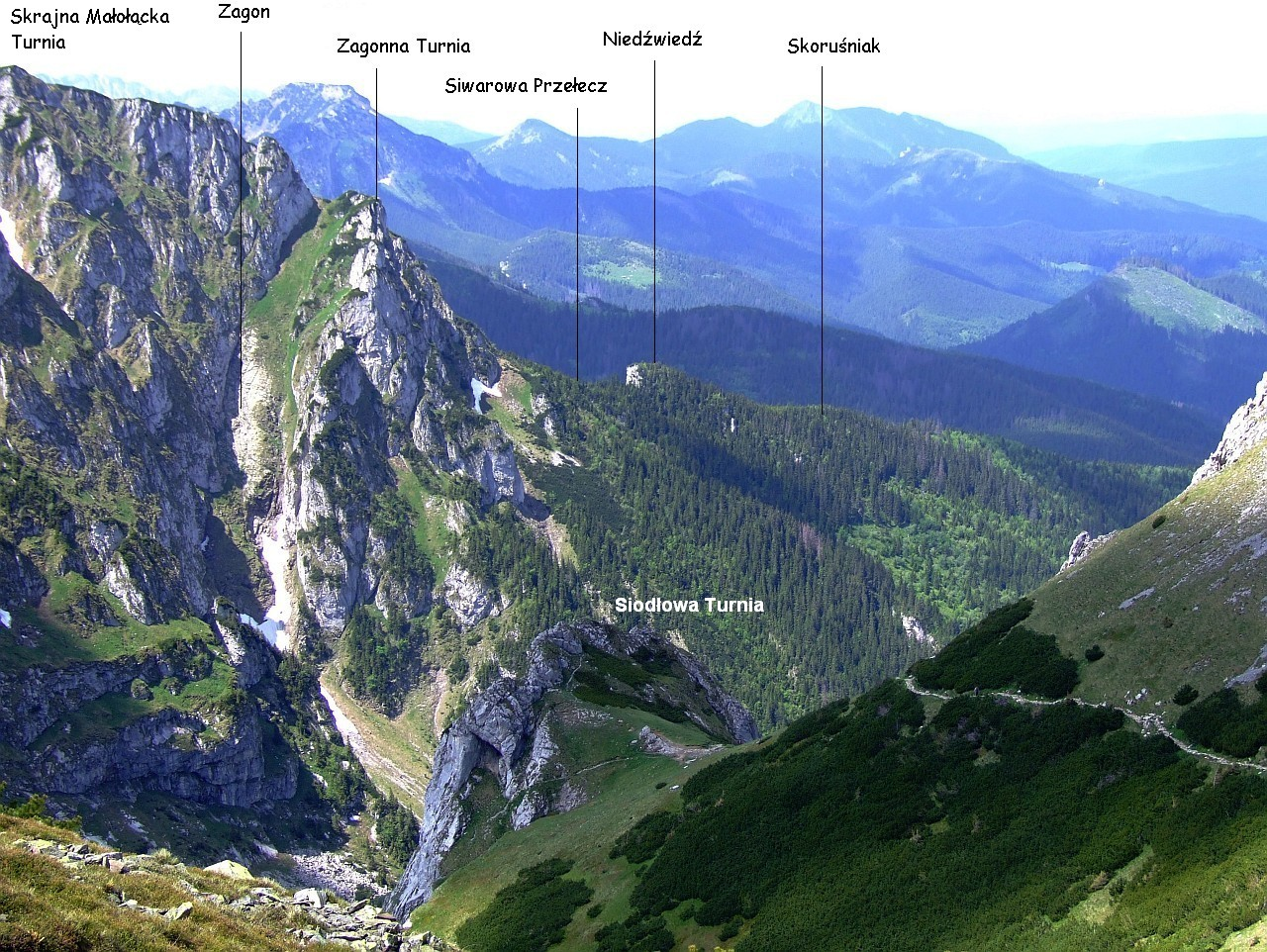
Wielka Turnia

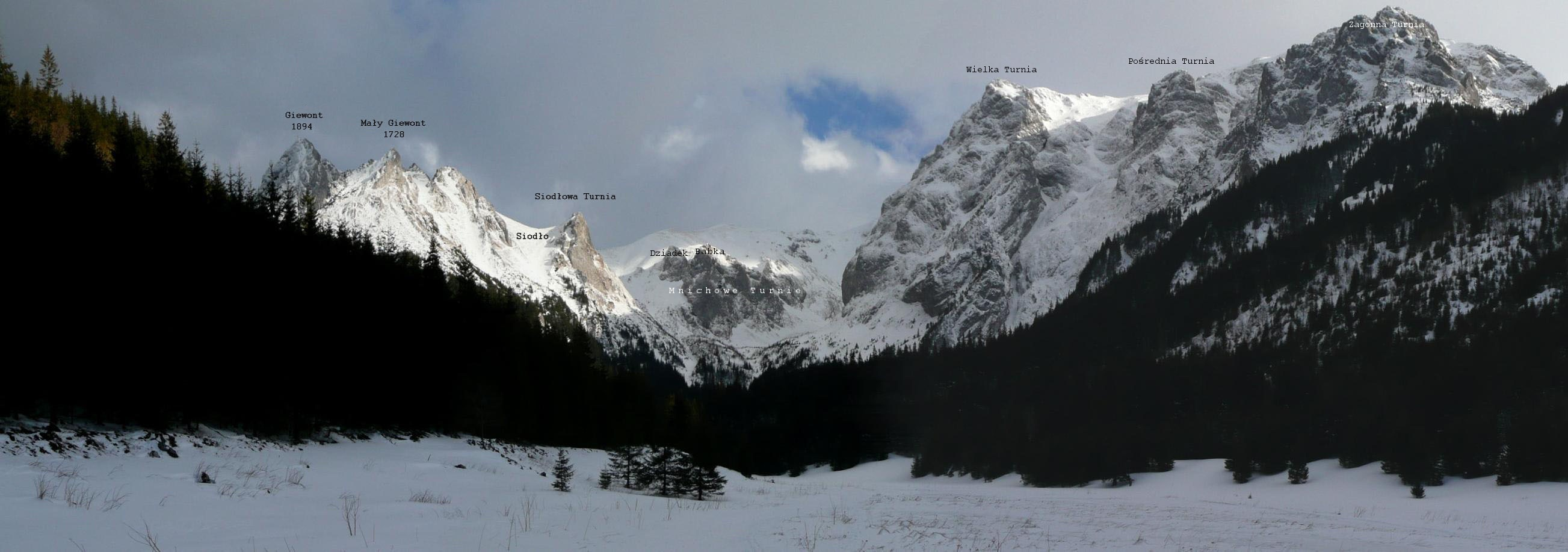
Panorama z Wielkiej Polany Małołąckiej w stronę Kondrackiej Przełęczy

Dolina Małej Łąki – dolina walna w polskich Tatrach Zachodnich, położona pomiędzy Doliną Bystrej i Doliną Kościeliską.

## Topografia
Ma długość 5,4 km i powierzchnię ok. 5,7 km². Jest najmniejszą z walnych dolin tatrzańskich. Wylot znajduje się na wysokości około 930 m po wschodniej stronie Gronika. Górą dolina podchodzi pod główną grań Czerwonych Wierchów na odcinku od Kopy Kondrackiej po Małołączniaka. Orograficznie prawe ograniczenie doliny tworzy północna grań Kopy Kondrackiej po Giewont, dalej Mały Giewont, Grzybowiec i północno-zachodni grzbiet Łysanek. Lewe zbocza doliny tworzy Czerwony Grzbiet Małołączniaka, Wielka Turnia, Skoruśniak i Hruby Regiel.
Dolina Małej Łąki nie ma żadnych bocznych odgałęzień, a jedynie żleby. Największe ze żlebów przecinających jej zbocza to: Dolinka pod Grzybowiec, Głazisty Żleb, Zagon, Uwieziony Żleb, Gmiński Żleb.
W Dolinie Małej Łąki wyróżnia się 5 wyraźnych pięter:
- część dolna od wylotu doliny po północny koniec Wielkiej Polany,
- Wielka Polana,
- Wyżnie (duża rówień powyżej Wielkiej Polany),
- Niżnia Świstówka,
- Wyżnia Świstówka.

## Geologia
Jest jedyną doliną walną, która w całości została wyżłobiona w skałach osadowych. Jedynie same wierzchołki Kopy Kondrackiej i Małołączniaka przykryte są skałami krystalicznymi. Dolna, północna część doliny nie została przekształcona przez lodowiec i ma postać głębokiego wciosu o przekroju V-kształtnym. Część środkowa i górna zaś charakteryzują się profilem U-kształtnym, właściwym dla dolin polodowcowych. W środkowej i górnej części doliny brak spływu powierzchniowego, co powoduje, że panuje tutaj cisza. Małołącki Potok pojawia się dopiero w dolnej części doliny, poniżej morenowego progu Wielkiej Polany.
W podziemiach Doliny Małej Łąki znajdują się liczne jaskinie, a wśród nich najdłuższe i najgłębsze jaskinie Polski: Jaskinia Wielka Śnieżna i Śnieżna Studnia.
Centralną częścią Doliny Małej Łąki jest Wielka Polana. Powstała ona na miejscu istniejącego tu niegdyś jeziora polodowcowego, które wypełniło zagłębienie spowodowane przez morenę czołową. Jezioro z czasem zostało zasypane przez stożki napływowe. Miąższość osadów dennych jest oceniana na 65 m.

## Przyroda
Północną część doliny pokrywają lasy dolnoreglowe, środkowa część jest porośnięta świerkami oraz łąkami – jest to roślinność regla górnego. Południowa część doliny porośnięta jest przeważnie kosodrzewiną. W dolinie znajduje się najliczniejsze w polskich Tatrach stanowisko bardzo rzadkiego w Polsce gatunku rośliny górskiej – zarzyczki górskiej.
Ciekawa flora. M.in. stwierdzono tutaj występowanie takich rzadkich w Polsce gatunków roślin, jak: ostrołódka polna, przymiotno alpejskie, sit trójłuskowy, sosna drzewokosa, starzec pomarańczowy, szarota Hoppego, tojad Kotuli, zarzyczka górska, gnidosz Hacqueta, skalnica zwisła, złoć mała.

## Historia
Dawniej dolina była jednym z terenów pasterskich w Tatrach, wchodziła w skład Hali Mała Łąka. Gleba jest tutaj żyzna, jak na warunki tatrzańskie, a trawa bujna. Stały na niej niegdyś szałasy. Po zniesieniu wypasu następuje stopniowe zarastanie kosodrzewiną i lasem wielu bezleśnych przedtem obszarów doliny. Jeszcze tylko Wielka Polana zachowuje swój bezleśny charakter, ale i ona zmniejsza stopniowo swoją powierzchnię, opanowywana przez świerki posuwające się od krawędzi lasu.
Ze względu na bliskość Zakopanego i łatwy dostęp dolina Małej Łąki była zwiedzana i podziwiana przez wielu od dawna. Obok turystów, którzy relacjonowali następnie w wydawnictwach swoje wrażenia, odwiedzali ją i utrwalali w swoich pracach również graficy i malarze. Już około 1853 r. powstały dwie kompozycje: Maksymiliana Cerchy i Alfreda Schouppé, przedstawiające romantycznie, lecz nieco naiwnie, widok z Małej Łąki na Giewont. Około 1870 r. powstał olejny obraz Aleksandra Kotsisa, przedstawiający dolinę z nieistniejącymi już szałasami, z dominującą nad nią Siodłową Turnią i zamkniętą w głębi masywem Kopy Kondrackiej. Podobne ujęcia przedstawili m.in. Maciej Bogusz Stęczyński na rycinie z 1860 r. oraz Walery Eljasz-Radzikowski na rysunku tuszem z 1891 r.

## Turystyka i taternictwo
Przez dolinę prowadzą trzy szlaki turystyczne. Wielka, świetlista Wielka Polana, zamknięta od południa łańcuchem gór, z imponującym urwiskiem Wielkiej Turni, jest zwykle miejscem dłuższego postoju turystów. Maria Steczkowska tak opisywała widok z Wielkiej Polany: „Jakoż wkrótce widok tak czarujący a niespodziany uderza oczy, że przez chwilę stoimy jakby w odurzeniu, nie mogąc pojąć, czy to, na co patrzymy jest tylko sennym złudzeniem, czy też rzeczywiście na łonie ciemnych lasów i skalistych turni wykwita jakby kwiat nadobny rozkoszna polana...”.
Dolina budzi zainteresowania także taterników. Atrakcyjnym dla nich celem wspinaczkowym jest Wielka Turnia i Mnichowe Turnie. Do 1982 r. były udostępnione do wspinaczki, po utworzeniu obszaru ochrony ścisłej „Wantule, Wyżnie, Mała Łąka” Tatrzański Park Narodowy zabronił tutaj wspinaczki.

## Szlaki turystyczne
(Ścieżka nad Reglami): Polana Strążyska – Przełęcz w Grzybowcu – Wielka Polana Małołącka – Przysłop Miętusi – Dolina Miętusia – Zahradziska – Dolina Kościeliska.
- Czas przejścia z Polany Strążyskiej na Polanę Małołącką: 1:10 h, z powrotem 1:05 h
- Czas przejścia z Polany Małołąckiej do Doliny Kościeliskiej: 55 min, z powrotem 1:05 h

 Gronik – Wielka Polana Małołącka, – Głazisty Żleb – Kondracka Przełęcz – Kopa Kondracka.
- Czas przejścia z Gronika na Polanę Małołącką: 55 min, ↓ 45 min
- Czas przejścia z Polany Małołąckiej na Kopę Kondracką: 2:35 h, ↓ 1:50 h

 – Gronik – Wielka Polana Małołącka – Przysłop Miętusi – Miętusi Skoruśniak – Małołączniak. Czas przejścia z Gronika na Przysłop Miętusi: 1 h, ↓ 45 min.